# Анкерный стержень

Изображение грифа электрогитары в разрезе, показывающее расположение анкерного стержня

Анкерный стержень — металлический стержень внутри грифа гитары толщиной 4—6 мм. Один конец анкера фиксируется, а на втором располагается регулировочный болт, который регулирует силу анкера и, соответственно, степень прогиба грифа. Анкерный болт может располагаться как у головы, так и у пятки грифа.
Анкер необходим для того, чтобы гриф не сгибался под натяжением струн. В основном анкер используется на гитарах с металлическими струнами. Исключение составляют некоторые акустические и электрогитары (в основном советского производства) — так как у них достаточно толстый гриф и сделан из прочного материала. Первая гитара Лео Фендера тоже не имела анкера.
Помимо того, что анкер не дает грифу деформироваться под силой натяжения струн, он еще и выполняет регулировочную функцию.
Анкер используется для регулировки прогиба грифа под тот уровень, который комфортен для гитариста.
Существует два способа установки анкера в гриф:
1. Под накладку. В этом случае фрезерование делается со стороны накладки. Это дешёвый способ, но делается и на довольно дорогих инструментах. Имеет серьёзный недостаток — со временем анкерный стержень может попросту оторвать накладку от грифа.
2. С тыльной стороны грифа. Такой способ часто применяется на гитарах марки Fender. В этом случае фрезеровка делается с тыльной стороны и заклеивается рейкой. Недостаток этого способа заключается в большей сложности производства.